# Деметрије III Еукареј
Деметрије III Теос Филопатор Сотер Филометор Евергет Калиник (старогрчки: Δημήτριος θεός Φιλοπάτωρ σωτήρ Φιλομήτωρ Εὐεργέτης Καλλίνικος; између 124. и 109. п. н. е. – после 87. п. н. е.) је био владар хеленистичке Селеукидског краљевства између 96. и 87. године п. н. е.

## Биографија
Био је син Антиоха VIII Грипа и вероватно његове друге супруге, египатске принцезе Трифене. Деметрије је свој рани живот провео у грађанском рату између свог оца и ујака Антиоха IX. Рат је завршен убиством Антиоха VIII 96. године п. н. е. Након смрти својих родитеља, Деметрије је овладао Дамаском, док се његов брат, Селеук VI, припремао за рат против убице свог оца. Антиох IX је заузео селеукидску престоницу Антиохију. У грађанском рату који је уследио, Селеук је поразио и убио Антиоха, али је његов наследник, Антиох X, поразио Селеука. Браћа близанци Деметрија, Антиох XI и Филип, решили су да освете брата. Грађански рат завршен је смрћу Антиоха XI и преласка Деметрија на страну Филипа у борби против Антиоха X (који је трајао до 88. године п. н. е.). Годину дана раније, Деметрије је са војском напао Јудеју и сломио снаге краља Александра Јанеја. Деметрије се домогао Антиохије пре Филипа. До 87. године п. н. е. држао је већи део Сирије под својом контролом. Покушао је да придобије масе промовишући значај семитских богова. Крајем 87. године п. н. е. напао је Филипа у граду Бероји, где је овај позвао у помоћ Парћане. Удружене снаге Филипа и Парћана сузбиле су Деметрија. Он је приморан на предају престола и егзил у Партију. Филип је овладао Антиохијом, док је његов трећи брат, Антиох XII, овладао Дамаском. Остатак живота Деметрија није познат.